# تجمع الظهار (حجر)

تعديل مصدري - تعديل

تجمع الظهار هو "تجمع بدوي" في عزلة الجول بمديرية حجر التابعة لمحافظة حضرموت، بلغ تعداد سكانها 28 نسمة حسب تعداد اليمن لعام 2004.